# Hotel Campo Imperatore
L'Hotel Campo Imperatore, noto anche come Albergo di Campo Imperatore, già Albergo Amedeo di Savoia Duca d’Aosta, è una struttura alberghiera posta sulla sommità dell'altopiano di Campo Imperatore, a quota 2.130 m sulle pendici di Monte Portella, nel massiccio del Gran Sasso, all'interno del territorio comunale dell'Aquila. Venne realizzato negli anni trenta su progetto dell'ingegnere piemontese Vittorio Bonadè Bottino, autore negli stessi anni delle strutture alberghiere a Sestriere e dell'hotel Principi di Piemonte a Torino.
La struttura è famosa per essere stata, tra il 28 agosto e il 12 settembre 1943, la prigione di Benito Mussolini in seguito all'Armistizio di Cassibile, sino alla sua liberazione avvenuta per opera delle forze armate tedesche. La struttura è attualmente chiusa e in visibile stato di degrado; gli escursionisti sono accolti dall'ostello Campo Imperatore, la principale struttura ricettiva dell'omonima stazione sciistica, nonché punto di partenza per l'escursionismo sul versante occidentale del Gran Sasso.

## Storia

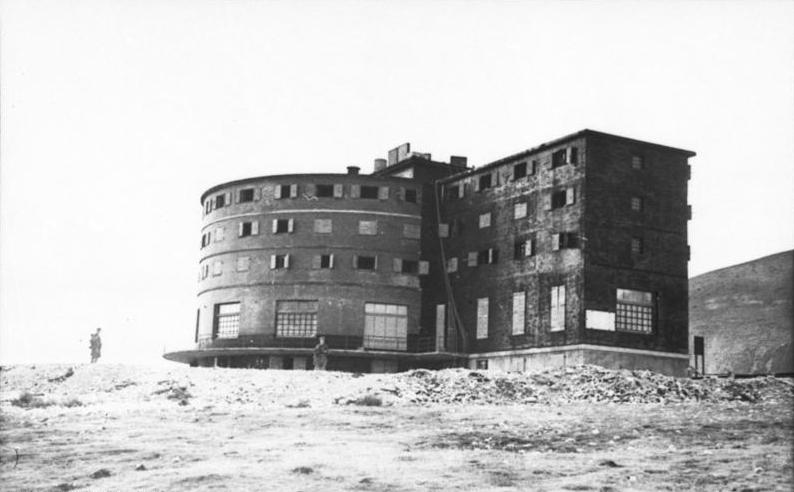
L'albergo di Campo Imperatore fotografato il giorno della liberazione di Mussolini

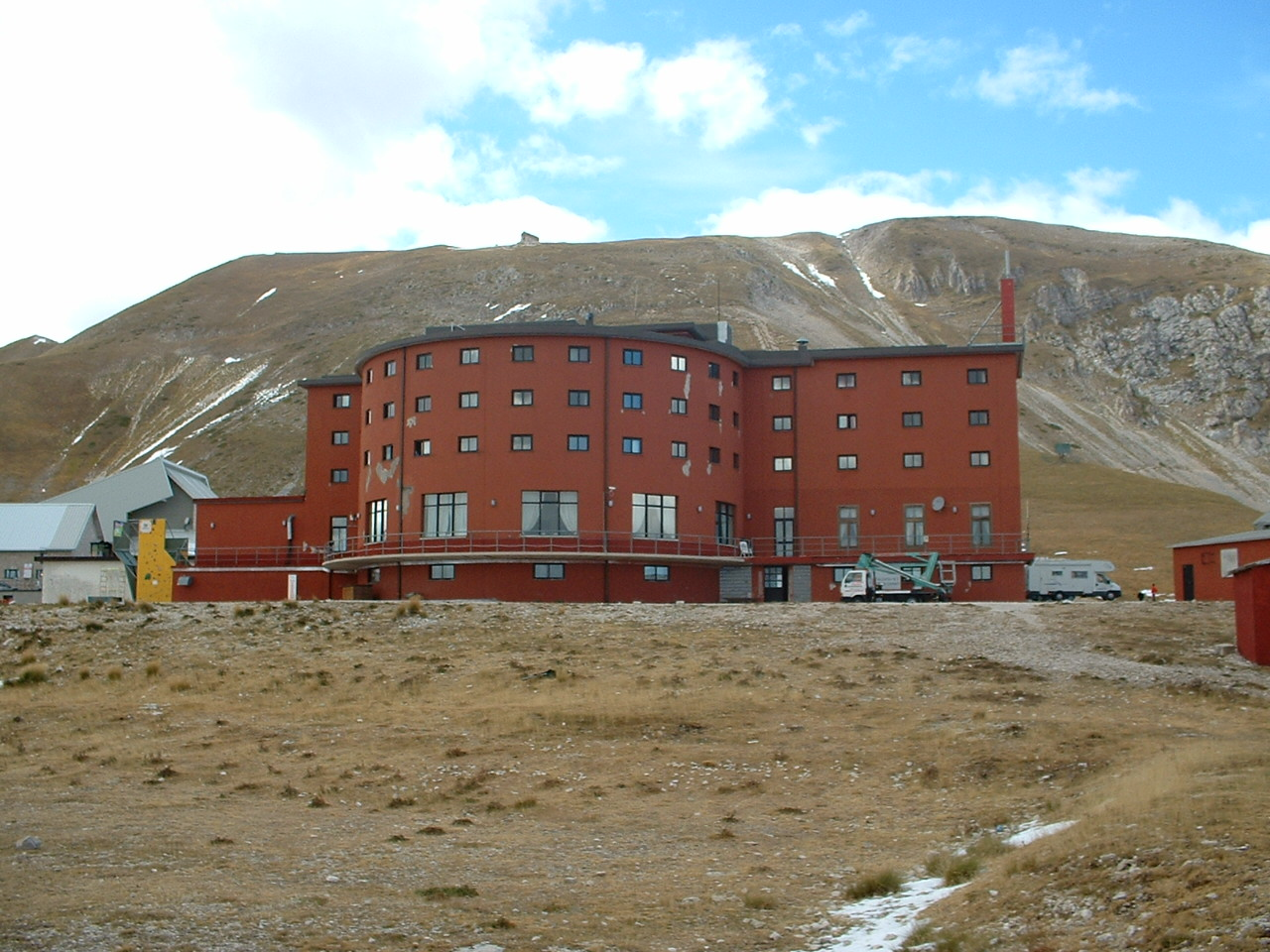
L'albergo di Campo Imperatore nel 2007

La realizzazione dell'albergo si inserisce in un più ampio progetto di sviluppo turistico e sportivo dell'Aquila e del suo comprensorio promosso dal fascismo a partire dagli anni trenta del XX secolo. Tra il 1931 e il 1934, venne studiata la realizzazione di un impianto a fune per collegare la conca aquilana e in particolare Assergi, precedentemente unificato al territorio comunale del capoluogo nell'ambito dell'operazione detta della "Grande Aquila", con il versante occidentale del Gran Sasso; il progetto originario prevedeva due tratte dalla lunghezza complessiva di 4.500 metri e l'arrivo a Campo Pericoli, alle pendici del  monte Aquila, di cui venne tuttavia realizzato solo il primo troncone per  Campo Imperatore.
Nel 1934, nei pressi della stazione di monte della funivia e su un terreno donato all'amministrazione comunale da Alfonso Dragonetti De Torres, marchese di Pizzoli e patrizio dell'Aquila, venne realizzato un grande e moderno albergo per garantire ospitalità ai turisti del complesso, stimati in 30.000 annui.
L'albergo tuttavia divenne celebre soprattutto nel 1943, allorché in seguito alla caduta del fascismo e al conseguente arresto di Mussolini, venne scelto come prigione per l'ex capo del Governo in attesa di consegnarlo alle forze alleate. Benito Mussolini fu portato a Campo Imperatore il 28 agosto dopo essere già stato tenuto prigioniero nelle isola di Ponza e della Maddalena, a differenza delle quali il Gran Sasso appariva un luogo più sicuro e inaccessibile. Il 12 settembre, invece, i tedeschi misero in atto l'Operazione Quercia, dove alcuni alianti con un centinaio di paracadutisti tedeschi riuscirono ad atterrare nella piana davanti all'albergo e a liberare il prigioniero, tra lo stupore e il disorientamento dei soldati italiani che non ostacolarono in alcun modo l'operazione.
Nel dopoguerra l'albergo venne più volte riammodernato e affiancato da altre strutture ricettive, tra cui un ostello. Non ha subito danneggiamenti dal terremoto del 2009 ed è in fase di ristrutturazione dal settembre del 2022, per il ripristino della struttura alberghiera con 80 posti letto e la realizzazione di servizi turistici e ricettivi.

## Descrizione
L'albergo si presenta con un'architettura razionalista, molto semplice seppur funzionale nelle forme. È costituito da un grande blocco con forma di parallelepipedo affiancato, nel versante di Campo Imperatore, da un secondo blocco a pianta semicircolare. Si sviluppa su 5 livelli e contiene al suo interno 45 camere, un ristorante panoramico, un bar e una piscina. Sul fianco settentrionale dell'albergo, nei pressi della seggiovia Fontari, è presente una targa che ricorda come il terreno dell'albergo fu ceduto nel 1934 dal marchese Dragonetti De Torres per consentire lo sviluppo della stazione turistica. Nei pressi sono situate la chiesa della Madonna della Neve e la stazione osservativa gestita dall'Osservatorio astronomico d'Abruzzo.
Al secondo piano dell'albergo è la camera 220 (in precedenza numerata 201) dove fu tenuto prigioniero Benito Mussolini. La camera, perfettamente conservata nei suoi arredi, è oggi un piccolo museo visitato da turisti e nostalgici. Al suo interno vi è una dichiarazione  scritta di Lisetta Moscardi - cameriera personale di Mussolini nel 1943  all'hotel Campo Imperatore - rilasciata nell'anno 1993, comprovante la medesima disposizione e l'autenticità degli arredi della camera.
L'albergo è accessibile dalla S.S. 17 bis che collega L'Aquila con Fonte Cerreto e quindi Castel del Monte: la strada è tuttavia parzialmente chiusa durante la stagione invernale quando l'unico accesso è la funivia del Gran Sasso d'Italia, con stazione di valle a Fonte Cerreto, raggiungibile dall'uscita autostradale di L'Aquila-Assergi. La stazione di monte della funivia è posta a poca distanza dall'albergo cui è collegata anche tramite un corridoio sotterraneo.
Nei pressi dell'Albergo sono posti la piccola Chiesa della Madonna della Neve, il Giardino Botanico "Vincenzo Rivera", la stazione osservativa astronomica e l'Ostello Campo Imperatore.
Al piano terra vi sono dipinti murari con influenze simboliste e futuriste di Virginio La Rovere, firma riportata sulle opere stesse.